# Кастильоне Месер Раймондо
Кастильо̀не Месѐр Раймо̀ндо (на италиански: Castiglione Messer Raimondo, на местен диалект Castiune, Кастиуне) е село и община в Южна Италия, провинция Терамо, регион Абруцо. Разположено е на 306 m надморска височина. Населението на общината е 2397 души (към 2010 г.).